# Ultima Thule (zespół muzyczny)
Ultima Thule (łac. Kraniec Świata) – szwedzki zespół grający muzykę z pogranicza viking rocku, folku i Oi!. Został założony w 1982 roku, po 3 latach działalności rozpadł się, następnie został reaktywowany w 1990 r. 
Grupa budzi kontrowersje z powodu oskarżeń o propagowanie faszyzmu. Sami muzycy określają swoją muzykę jako "narodowo-romantyczny viking rock".

## Skład zespołu
- Jan "Janne" Thörnblom - wokal, gitara
- Niklas Adolfsson - gitara
- Thomas Krohn - gitara basowa
- Ulf Hansen - perkusja

## Dyskografia
Oprócz płyt autorskich, członkowie grupy Ultima Thule nagrywają również pod nazwą HEADHUNTERS (Oi!) oraz HOTROD FRANKIE (Rockabilly)
- 1985 – Sverige, Sverige fosterland - EP
- 1990 – Hurra för Nordens länder - EP
- 1991 – Svea hjältar - EP
- 1991 – Havets vargar - EP
- 1992 – Sverige, Sverige fosterland - EP
- 1992 – Schottis på Valhall - EP
- 1992 – Mitt land - EP
- 1992 – Svea hjältar (RE Rec.) - CD
- 1992 – Svea hjältar (UT Rec.) - CD
- 1992 – För fäderneslandet - EP
- 1992 – För fäderneslandet - CD
- 1992 – The early years 1984-1987 - CD
- 1993 – Vikingablod - CD
- 1993 – Vikingabalk - CD
- 1994 – Öppna landskap - CD
- 1994 – Nu grönskar det - CD
- 1994 – För fäderneslandet - EP
- 1994 – Svea hjältar - MC
- 1994 – För fäderneslandet - MC
- 1994 – The early years 1984-1987 - MC
- 1994 – Vikingabalk - MC
- 1994 – Studio outtakes - EP
- 1994 – Tack för hjälpen! - CD
- 1995 – Studio outtakes - EP
- 1995 – Once upon a time… - CD
- 1995 – Once upon a time… - MC
- 1995 – Blonda, svenska vikingar - CD
- 1995 – Lejonet från Norden - CD
- 1996 – Skinhead - CD
- 1996 – Skinhead - EP
- 1996 – Karoliner - CD
- 1997 – Nu grönskar det igen… - CD
- 1997 – Live in Dresden - CD
- 1997 – The early years 1984-1987 - EP
- 1997 – För fäderneslandet - EP
- 1997 – Svea hjältar - EP
- 1997 – Vikingabalk - EP
- 1997 – Nu grönskar det - EP
- 1997 – Lejonet från Norden - EP
- 1997 – Karoliner - EP
- 1999 – Sörjd och saknad - CD
- 1999 – Sörjd och saknad - EP
- 1999 – Sverige - CD
- 2000 – Once upon a time… - CD
- 2000 – Once upon a time… - EP
- 2000 – Sverige - Vinyl
- 2000 – Folkets röst - CD
- 2000 – Herrlich Hermannsland - CD
- 2000 – Herrlich Hermannsland - EP
- 2001 – Sverige - EP
- 2001 – Resa utan slut - CD
- 2001 – Ragnarök - EP
- 2001 – Ragnarök - CD
- 2001 – Once upon a time… - EP
- 2001 – The early years - EP
- 2002 – Live in Dresden - CD
- 2002 – Live in Dresden - EP
- 2002 – Blonda, svenska vikingar - EP
- 2002 – Carlie - EP
- 2002 – Öppna landskap - EP
- 2002 – Resa utan slut - EP
- 2003 – Sverige - Picture-EP
- 2003 – Lejonet från Norden - Picture-EP
- 2003 – För fäderneslandet - Picture-EP
- 2004 – Lokes träta - EP
- 2004 – Vikingablod - EP
- 2004 – Rötter - CD
- 2005 – Rötter - EP
- 2005 – Skaldermjöde - EP
- 2005 – Yggdrasil - CD
- 2009 – The Best of... Polish Edition - CD - wyd.Olifant Records
- 2012 - 30 Ariga Kriget  - EP